# Jerzy Kryszak

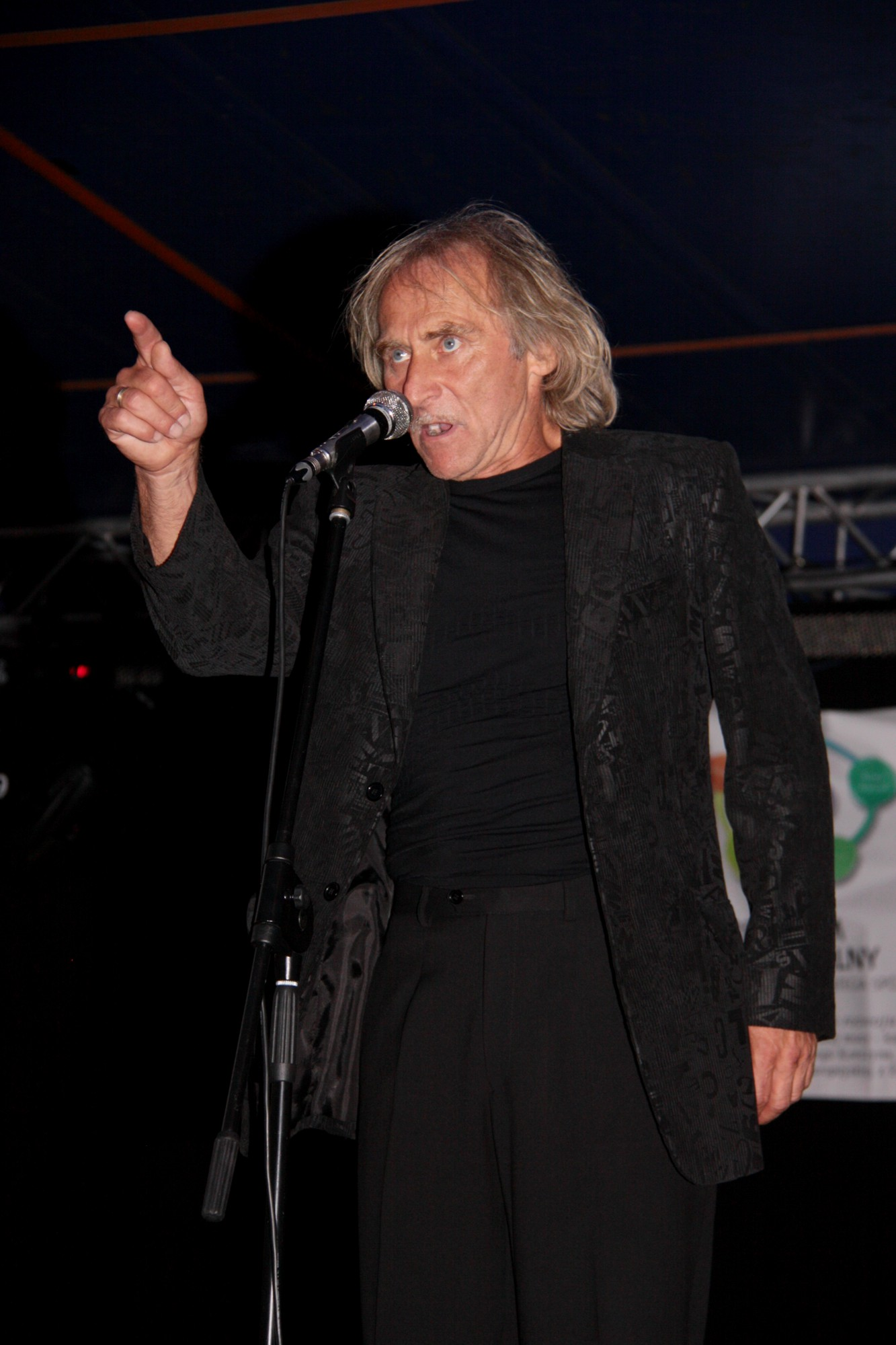
W Stopnicy, 30 sierpnia 2009

Jerzy Kryszak (ur. 24 kwietnia 1950 w Kaliszu) – polski aktor teatralny, filmowy i dubbingowy, satyryk, artysta kabaretowy, prezenter telewizyjny oraz fotograf.

## Życiorys

### Wczesne lata
Urodził się i wychował w Kaliszu, gdzie w latach 1964–1968 uczęszczał do I Liceum Ogólnokształcącego im. Adama Asnyka. W 1974 ukończył studia na Wydziale Aktorskim krakowskiej PWST.

### Kariera
W 1974 otrzymał angaż w krakowskim Teatrze Słowackiego, gdzie zadebiutował w roli Króla w spektaklu Witkacego Metafizyka dwógłowego cielęcia w reżyserii Jerzego Golińskiego. W 1978 przeniósł się do warszawskiego Teatru Ateneum, gdzie w 1983 zagrał Hamleta. Z Ateneum związany był do roku 1993.
Po debiucie na kinowym ekranie w dramacie wojennym Jana Łomnickiego Ocalić miasto (1976) i filmie biograficznym Haakona Sandøya Dagny (1976) opowiadającym o życiu Dagny Juel, zagrał postać Ryśka Przybylskiego w Wodzireju (1977) Feliksa Falka. Można go było także zobaczyć potem w Aktorach prowincjonalnych (1978) Agnieszki Holland, Wyroku śmierci (1980) Witolda Orzechowskiego i Thais (1983) Ryszarda Bera. W 1984 otrzymał Nagrodę II stopnia Przewodniczącego Komitetu do spraw Radia i Telewizji za twórczość i działalność radiową i telewizyjną: za kreacje aktorskie w spektaklach Teatru Telewizji. Występował też w wielu serialach, w tym Popielec (1982), Tulipan (1986) czy Kanclerz (1989). Jednak największą sympatię wśród telewidzów zyskał jako doktor Zdzisław Kołek z serialu komediowego Stanisława Barei Alternatywy 4 (1983).
Na początku lat 90. XX wieku ostatecznie rozstał się z teatrem i rozpoczął karierę jako artysta kabaretowy i osobowość telewizyjna. W 1991 odebrał Wiktora dla osobowości telewizyjnej. W latach 1991–1994 współprowadził kabaret polityczny Polskie zoo. W 1995 zdobył Złotą Odznakę w plebiscycie „Tele Rzeczpospolitej”: „Złota piątka”. Występował w programie Janusza Zaorskiego HBO na stojaka! (1998) emitowanym na antenie HBO. Współtworzył programy rozrywkowe – Mój pierwszy raz (2005–2007), Dzień kangura (2007) wraz z Agatą Młynarską w Polsacie i Uważaj na kioskarza (2009) w TVP2.
W 2008 został zaproszony jako gość programu Piotr Bałtroczyk na żywo, a w 2009 wraz z Piotrem Bałtroczykiem i Olafem Lubaszenką prowadził Sopocką Noc Kabaretową.
Jako artysta kabaretowy występował w monologach, specjalizował się w parodii naśladując głosy znanych osób, m.in. Lecha Wałęsy, Adama Michnika, Tadeusza Mazowieckiego, Andrzeja Leppera, Wojciecha Jaruzelskiego czy Jana Pawła II.
Zajął się też dubbingiem, a swojego głosu użyczył w takich produkcjach filmowych jak Stuart Malutki 2 (2002), Iniemamocni (2004), 7 krasnoludków – historia prawdziwa (2004), Zebra z klasą (2005), Kurczak Mały (2005), Auta (2006), Asterix na olimpiadzie (2008), Auta 2 (2011) czy Pszczółka Maja (2014).

### Działalność fotograficzna
Jerzy Kryszak do swojego dorobku artystycznego dołożył także wystawy fotograficzne. Pierwsza z nich odbyła się w Muzeum Okręgowym w Toruniu od 2 do 30 grudnia 2016. Wówczas zaprezentował fotografie przedstawiające głównie owady i kwiaty. Artysta ukazując swoje prace został wyróżniony i nagrodzony w konkursie fotograficznym „Na ścieżkach natury”. Konkurs ten został zorganizowany przez Ogród Zoobotaniczny w Toruniu w ramach IX Międzynarodowego Festiwalu Fotografii i Filmu Przyrodniczej „Sztuka Natury” 2016.
Druga wystawa Kryszaka Scena na dole, czyli na czworakach prezentowana była od 8 marca do 5 kwietnia 2020. Wystawa znajdowała się w Polskiej Akademia Nauk Muzeum Ziemi w Warszawie. Przez 4 lata przerwy Jerzy zebrał wystarczającą liczbę fotografii, aby zaprezentować aż 50 z nich. Wystawa tak jak za pierwszym razem obejmowała świat najmniejszych owadów oraz roślin.

## Życie prywatne
Podczas studiów ożenił się z Anną Chitro, Kołkową z serialu Alternatywy 4, z którą się rozwiódł. Drugą żoną była Tatiana Kołodziejska. Ma z nią syna Pawła. Następnie związał się z Agnieszką Kryszak, z którą ma synów: Kubę i Kamila.

## Filmografia

### Filmy fabularne

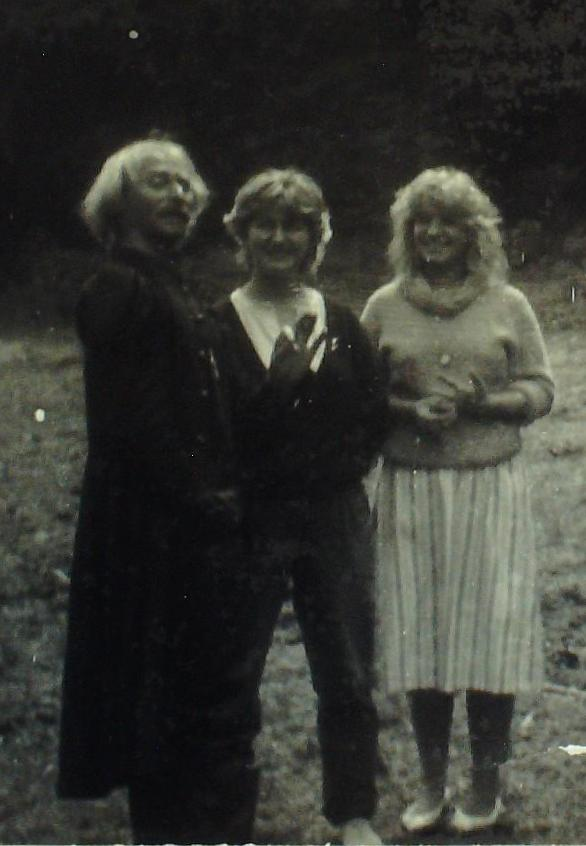
Jerzy Kryszak na planie serialu Crimen (1987)

| Rok  | Tytuł                          | Rola                                                | Reżyser                       |
| ---- | ------------------------------ | --------------------------------------------------- | ----------------------------- |
| 1976 | Ocalić miasto                  | ksiądz w podziemiach                                | Jan Łomnicki                  |
| 1976 | Dagny                          | członek redakcji „Głosu Robotniczego” w Berlinie    | Haakon Sandøy                 |
| 1977 | Wodzirej                       | Rysiek Przybylski                                   | Feliks Falk                   |
| 1978 | Aktorzy prowincjonalni         | aktor „Cynik”                                       | Agnieszka Holland             |
| 1978 | Umarli rzucają cień            | Bogumił, syn „Mamusi”, agent gestapo                | Julian Dziedzina              |
| 1978 | Próba ognia i wody             | dziennikarz                                         | Włodzimierz Olszewski         |
| 1979 | Kobieta i kobieta              | Kozłowski                                           | Ryszard Bugajski Janusz Dymek |
| 1979 | Klucznik                       | milicjant                                           | Wojciech Marczewski           |
| 1980 | Wyrok śmierci                  | Andrzej                                             | Witold Orzechowski            |
| 1980 | Przed odlotem                  | Marek                                               | Krzysztof Rogulski            |
| 1981 | Wielka majówka                 | Ptak, mężczyzna rozmawiający z Julkiem o „szczawiu” | Krzysztof Rogulski            |
| 1981 | Uczennica (TV)                 | dziennikarz                                         | Ludmiła Niedbalska            |
| 1981 | Limuzyna Daimler-Benz          | Zemanek                                             | Filip Bajon                   |
| 1981 | Książę (TV)                    | Wojtek                                              | Krzysztof Czajka              |
| 1981 | Mężczyzna niepotrzebny!        | Plugar                                              | Laco Adamik                   |
| 1981 | Cień (TV)                      | czarny mnich                                        | Andrzej Domalik               |
| 1982 | Dolina Issy                    | diabeł, Niemczyk                                    | Tadeusz Konwicki              |
| 1982 | Słona róża                     | gestapowiec                                         | Janusz Majewski               |
| 1983 | Thais                          | Pafnucy                                             | Ryszard Ber                   |
| 1983 | Kasztelanka                    | Jerzy                                               | Marek Nowicki                 |
| 1983 | Sny i marzenia                 | Witczak                                             | Paweł Pitera, Janusz Petelski |
| 1984 | Cień już niedaleko             | urzędnik                                            | Kazimierz Karabasz            |
| 1985 | Wkrótce nadejdą bracia         | „Niezłomny”                                         | Kazimierz Kutz                |
| 1985 | Podróże pana Kleksa            | Magister Pigularz II, władca Farmacji               | Krzysztof Gradowski           |
| 1985 | Pewnego letniego dnia... (TV)  | Robert                                              | Jakub Z. Ruciński             |
| 1985 | List gończy                    | Kapitan Orlański                                    | Stanislav Strnad              |
| 1986 | Trio (TV)                      | Artur Mich, szef zespołu                            | Paweł Karpiński               |
| 1987 | Sonata marymoncka              | Jędras                                              | Jerzy Ridan                   |
| 1988 | Nowy Jork, czwarta rano –      | perkusista Fabian                                   | Krzysztof Krauze              |
| 1989 | Żelazną ręką                   | rotmistrz Szymon Mroczek                            | Ryszard Ber                   |
| 1989 | Czarny wąwóz (Kainovo znamení) | Komisarz Lottes (głos)                              | Janusz Majewski               |
| 1990 | Historia niemoralna            | reżyser Grzegorz                                    | Barbara Sass                  |
| 1990 | Havet Stiger                   | Happy                                               | Oddvar Einarson               |
| 1991 | Kapitan Conrad (TV)            | Tadeusz Borowski                                    | Andrzej Kostenko              |
| 1991 | Szuler (Cheat)                 | Knop                                                | Adek Drabiński                |
| 1991 | Jan Lechoń (film dokumentalny) | narrator                                            | Alina Czerniakowska           |
| 2014 | Jak szaleć to szaleć! (TV)     | ornitoterapeuta                                     | Krzysztof Jaroszyński         |

### Seriale TV
- 1982: Popielec – Milewski
- 1983: Alternatywy 4 – doktor Zdzisław Kołek
- 1986: Tulipan – kapitan Jerzy Marek
- 1988: Crimen – brat Gabriel, przywódca kosturowców
- 1988: Akwen Eldorado – ichtiolog Marek Strzałkowski
- 1989: Kanclerz – Szymon Mroczek
- 1990: Maria Curie (Marie Curie, une femme honorable) – Ignacy Paderewski
- 2000: Sukces – Ostoja-Ostaszewski
- 2003: Daleko od noszy – psychiatra
- 2003: Kasia i Tomek – prelegent
- 2005: Kryminalni – Jarus
- 2007: Dylematu 5 – Kołek
- 2009: Synowie, czyli po moim trupie – Bolek Okoń
- 2010: Daleko od noszy – Bizoń

### Polski dubbing
- 1983:  Dookoła świata z Willym Foggiem – Rigodon (wersja TP1)
- 1989: Wszystkie psy idą do nieba – Charlie
- 1994–1995: Aladyn – Abis Mal
- 1996: O czym szumią wierzby – adwokat pana Toada
- 2002: Smocze wzgórze – Septimus
- 2002: Stuart Malutki 2 – Zły Sokół
- 2004: RRRrrrr!!! – Znachorolog
- 2004: 7 krasnoludków – historia prawdziwa – Loczek
- 2004: Iniemamocni – Dicker
- 2005: Kurczak Mały – Burmistrz Dożył Niedzielan
- 2005: Zebra z klasą – Pelikan „Gęś”
- 2005: Czerwony Kapturek – prawdziwa historia – Królik Boingo
- 2006: Magiczna kostka – Septimus
- 2006: Auta – Ogórek
- 2006: Garfield 2 – Lord Dargis
- 2007: Ratatuj – Django
- 2007: 7 krasnoludków: Las to za mało – historia jeszcze prawdziwsza – Loczek
- 2008: Piorun – Gołąb #2
- 2008: Garfield: Festyn humoru – Freddy Frog
- 2008: Asterix na olimpiadzie – Kakofonix
- 2009: Odlot – Gamma
- 2010: Ryś i spółka – Leon
- 2011: Mniam! – dr Mackenstein, ośmiornica
- 2011: Auta 2 – Ogórek
- 2011: Delfin Plum – Macuś
- 2013: Iron Man 3 – Mandaryn
- 2014: Pszczółka Maja. Film – Gienek
- 2016: Księga dżungli – Baloo
- 2017: Auta 3 – Ogórek
- 2018: Iniemamocni 2 – Dicker
- 2020: Jedyny i niepowtarzalny Ivan – Bob
- 2021: A gdyby…? – Ego

### Gry komputerowe
- 2000: The Devil Inside – Kuba Rozpruwacz
- 2011: Ratchet & Clank: 4 za jednego – Clank

## Nagrody i odznaczenia
- 1984 – Nagroda II stopnia Przewodniczącego Komitetu do spraw Radia i Telewizji za twórczość i działalność radiową i telewizyjną: za kreacje aktorskie w spektaklach Teatru Telewizji[3]
- 1991 – Wiktor – nagroda dla telewizyjnej osobowości[3]
- 1995 – Złota Odznaka w plebiscycie „Tele Rzeczpospolitej”: „Złota piątka”[3]